# Sinjau
Sinjau (en occità Sinjau, en francès Yssingeaux) és un municipi francès del departament de l'Alt Loira, a la regió històrica del Velai i la regió administrativa d'Alvèrnia-Roine-Alps.